# Gyárdűlő
Gyárdűlő est un quartier situé dans le 10e arrondissement de Budapest. 